# Jeff Dabe
Jeff Dabe é um estadunidense que atua como operador de equipamentos pesados e competidor de luta de braço. Destaca-se por possuir membros superiores de dimensões extraordinárias.

## Biografia e carreira
Nascido em 1962 ou 1963, reside em Stacy, Minnesota, onde mantém uma fazenda como passatempo.
Seus antebraços medem cerca de cinquenta centímetros de perímetro e seu dedo anelar tem cinco centímetros de diâmetro. Não há nenhuma condição médica que explique o tamanho de seus braços, tais como gigantismo ou  elefantíase.
Iniciou sua carreira na luta de braço em 1981 e ganhou o apelido de Popeye por sua semelhança com o personagem.
Em 1996, ele sofreu uma lesão no cotovelo direito durante uma competição e se afastou do esporte.
Em 2012, retornou à atividade, utilizando apenas seu braço esquerdo, e conquistou o título estadual de Minnesota.
É o atual campeão mundial de 2021 da Federação Internacional de Luta de Braço.
Também ostenta a maior aliança de casamento do mundo, com quase treze centímetros de perímetro.
Ele faz sucesso nas redes sociais ao exibir o tamanho de suas mãos em relação a objetos cotidianos, como latas de cerveja, bolas de boliche, notas de dinheiro e outras coisas. Ele é frequentemente comparado aos personagens Popeye e Detona Ralph da vida real.

## Vida pessoal
É casado com Gina e tem três filhos.